# Dysphania floridensis
Dysphania floridensis är en fjärilsart som beskrevs av Louis Beethoven Prout 1920. Dysphania floridensis ingår i släktet Dysphania och familjen mätare. Inga underarter finns listade i Catalogue of Life.